# 닉 핑크
닉 핑크(영어: Nic Fink)로 알려진 니컬러스 핑크(영어: Nicolas Fink, 1993년 7월 3일~)는 미국의 수영 선수로 주 종목은 평영이다. 2024년 하계 올림픽에서 혼성 혼계영 금메달을 획득했고 남자 평영 100m와 혼성 혼계영 은메달을 획득했다. 또한 세계 수영 선수권 대회에서 금메달 6개, 은메달 3개, 동메달 4개를 획득했다.